# Двалишвили, Акакий Арчилович
Акакий Арчилович Двалишвили — советский хозяйственный, государственный и политический деятель. Заслуженный деятель искусств Грузинской ССР.

## Биография
Родился в 1922 году в Тбилиси. Член КПСС с 1947 года.
С 1949 года — на хозяйственной, общественной и политической работе. В 1949—2000 гг. — режиссёр Государственного театра им. Ш. Руставели, педагог театрального института, заместитель Министра культуры Грузинской ССР, директор и художественный руководитель Государственного театра им. K. Марджанишвили, первый заместитель Министра культуры Грузинской ССР, Председатель Государственного комитета Грузинской ССР по кинематографии.
Избирался депутатом Верховного Совета Грузинской ССР 9-11-го созывов.
Умер в Тбилиси в 2008 году.